# هانا اسپریت
هانا لویس اسپیریت (به انگلیسی: Hannah Louise Spearritt) (زاده ۱ آوریل ۱۹۸۱) بازیگر و خواننده انگلیسی است. او عضو گروه موسیقی پاپ S Club 7 است. اسپیریت با نقش‌آفرینی در مجموعه تلویزیونی دوران کهن سال ۲۰۰۷ به شهرت رسید.

## فیلم‌شناسی

### فیلم
| سال  | عنوان                       | نقش          | Notes    |
| ---- | --------------------------- | ------------ | -------- |
| ۲۰۰۳ | دو برابر دیدن               | هانا         | نقش اصلی |
| ۲۰۰۴ | مأمور کدی بنکس ۲: مقصد لندن | امیلی سامرز  |          |
| ۲۰۰۴ | فرزند چاکی                  | جوآن         |          |
| ۲۰۱۴ | گوب                         | مری الن      |          |
| ۲۰۱۵ | گوری‌تایم                    | هیلی اسمیت   |          |
| ۲۰۱۵ | آرمان‌شهر                    | لوسی         |          |
| ۲۰۱۸ | من، سگ                      | ناتالی بدوین |          |

### تلویزیون
| سال       | عنوان              | نقش                      | Notes                  |
| --------- | ------------------ | ------------------------ | ---------------------- |
| ۱۹۹۹      | Miami 7            | Hannah                   | Main role              |
| ۲۰۰۰      | L.A. 7             | Hannah                   | Main role              |
| ۲۰۰۰      | S Club 7 Go Wild!  | Herself                  | Reality television     |
| ۲۰۰۱      | Hollywood 7        | Hannah                   | Main role              |
| ۲۰۰۱      | S Club Search      | Herself / Judge / Mentor |                        |
| ۲۰۰۲      | Viva S Club        | Hannah                   | Main role              |
| ۲۰۰۵      | Blessed            | Sarah                    | Main role              |
| ۲۰۰۷      | مارپل آگاتا کریستی | تیلی رایس                | اپیزود: در هتل برترام  |
| ۲۰۰۷–۱۱   | دوران کهن          | ابی میتلند               | نقش اصلی               |
| ۲۰۱۳      | مرگ در بهشت        | لیلی شاو                 | اپیزود: یک خط از آفتاب |
| ۲۰۱۶      | حادثه              | مرسدس کریستی             | نقش تکرار شونده        |
| ۲۰۱۸-۲۰۱۷ | ایست‌اندرز          | کاندیس تیلور             | نقش تکرار شونده        |